# Meranda extentata
Meranda extentata là một loài bướm đêm trong họ Noctuidae.